# Egozcue-Vidal-Pastorino-Pozzolo

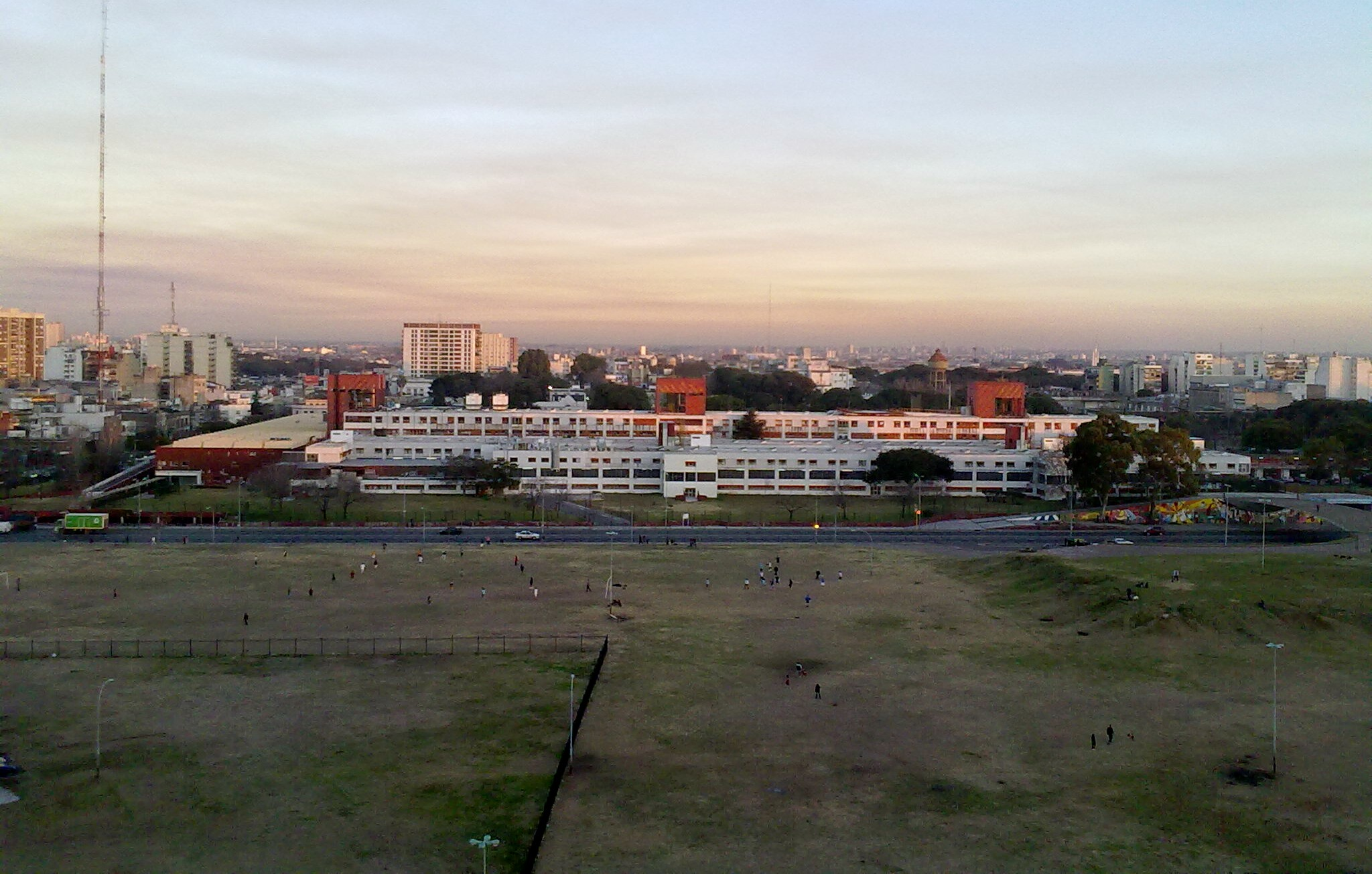
El Hospital Garrahan es la mayor obra del estudio

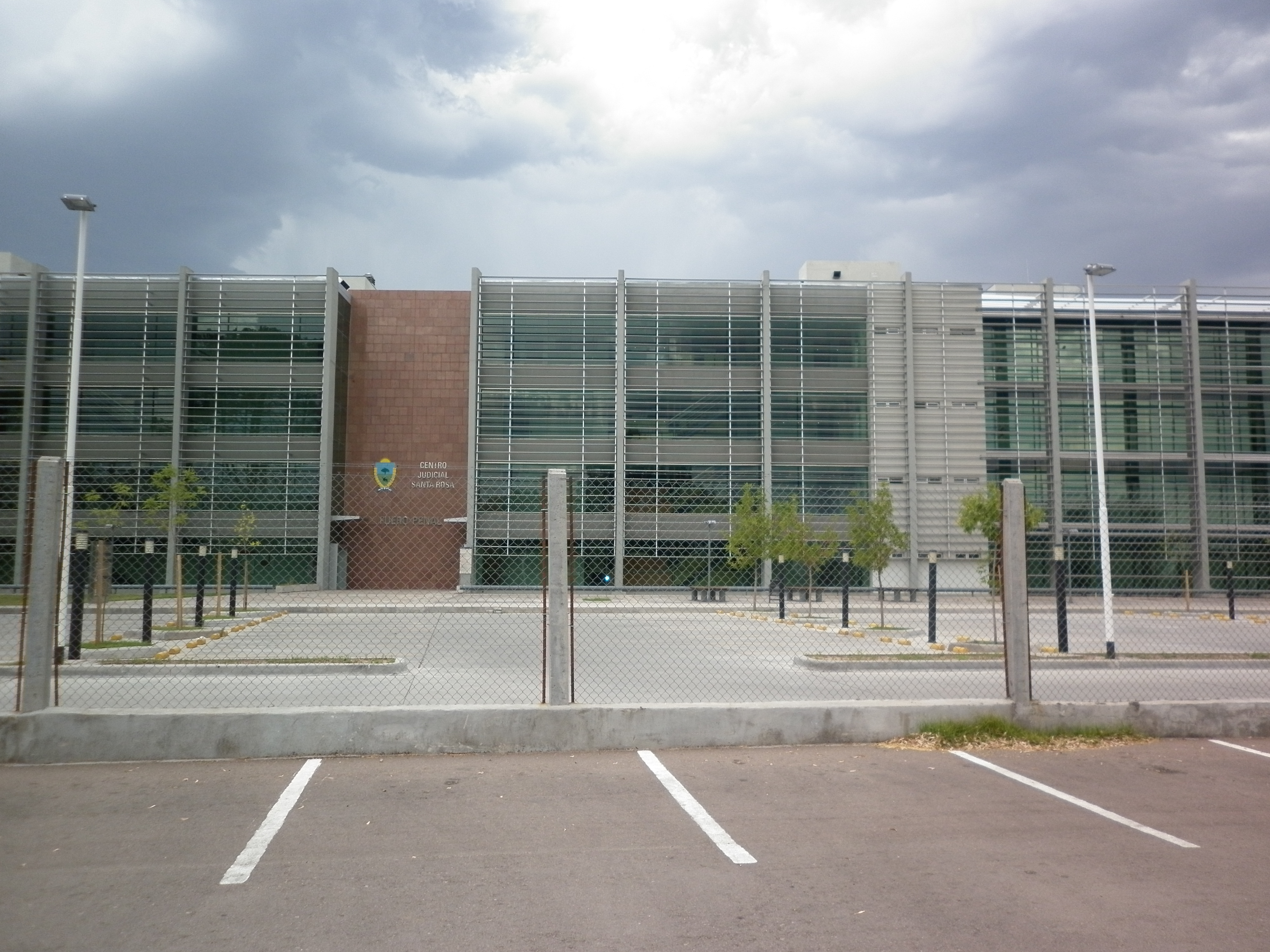
La Ciudad Judicial de Santa Rosa es una de las últimas grandes obras de EVPP

Egozcue-Vidal-Pastorino-Pozzolo (conocido también por la sigla EVPP Arquitectos) es un estudio de arquitectura argentino que está en actividad desde 1966 hasta la actualidad. Con cincuenta años de trabajo profesional, tienen un gran número de obras realizadas, especializándose en la arquitectura hospitalaria, y entre ellas se destacan el Hospital Nacional de Pediatría Garrahan, el Barrio Rufino Inda en Mar del Plata, el Centro de Exposiciones Costa Salguero, la Ciudad Judicial de Santa Rosa, la ampliación del Hospital Pedro de Elizalde y el proyecto para el nuevo Distrito Cívico del Gobierno de la Ciudad de Buenos Aires.
EVPP comenzó a trabajar en 1966, cuando ganaron el primer premio en el concurso del Hogar Escuela para el Instituto Nacional de Rehabilitación Psicofísica para la Municipalidad de Buenos Aires (finalmente no construido), para el cual se asociaron Fernando Aftalión, Bernardo Bischof, María Teresa Egozcue y Guillermo Vidal, fundadores del equipo original.
En 2002, ingresaron como socias Gabriela Pastorino y Simonetta Pozzolo, colaboradoras del estudio desde mediados de la década de 1980. Posteriormente, con el fallecimiento de Bernardo Bischof, quedó conformada la formación actual de EVPP Arquitectos.

## Obras destacadas
- 1966/1969: Banco de Santa Cruz, Casa Matriz en Río Gallegos (asoc. Rodolfo Sorondo)
- 1968: Torre Virrey del Pino, en Buenos Aires
- 1970: Conjunto Habitacional La Matanza, en Ciudad Evita
- 1970: Escuela de Oficiales de la Armada Argentina en Puerto Belgrano
- 1971/1981: Hotel Termal Gualok, en Presidencia Roque Sáenz Peña
- 1971/1984: Hospital Nacional de Pediatría "Dr. Juan P. Garrahan", en Buenos Aires
- 1973: Edificio Av. Entre Ríos 204, en Buenos Aires (asoc. Do Porto-Escudero)
- 1974: Conjunto de 200 Viviendas, en Ushuaia
- 1978: Hospital Municipal Materno Infantil, en San Isidro
- 1978: Hospital Santojanni (remodelación), en Buenos Aires
- 1978: Barrio Rufino Inda (1700 viviendas), en Mar del Plata
- 1985: Gimnasio Múltiple del Club Ciudad de Buenos Aires
- 1986: Conjunto Habitacional La Plata (238 viviendas y 60 departamentos)
- 1989: Driving Range de Costa Salguero, en Buenos Aires
- 1991: Barrio Santa Teresita (1315 viviendas), en Lanús
- 1994: Costa Salguero Centro de Exposiciones y Convenciones, en Buenos Aires
- 1995/1996: Consejo Provincial de Educación del Neuquén
- 1997/1998: Hospital “Dr. Cosme Argerich” (remodelación), en Buenos Aires
- 1998/1999: Barrio Italia (246 viviendas), en Hurlingham
- 2001/2002: Ciudad Judicial de Santa Rosa
- 2003/2007: Hospital de Niños “Dr. Pedro Elizalde” (ampliación), en Buenos Aires
- 2007/2008: Hospital Británico (remodelación), en Buenos Aires
- 2008/2010: Centro de Imágenes Moleculares del FLENI, en Escobar
- 2011: Concurso Distrito Cívico de Buenos Aires (1° Premio)